# Walckenaeria dysderoides
Walckenaeria dysderoides là một loài nhện trong họ Linyphiidae. Chúng được miêu tả năm 1834 bởi Wider.